# Operação Linebacker II

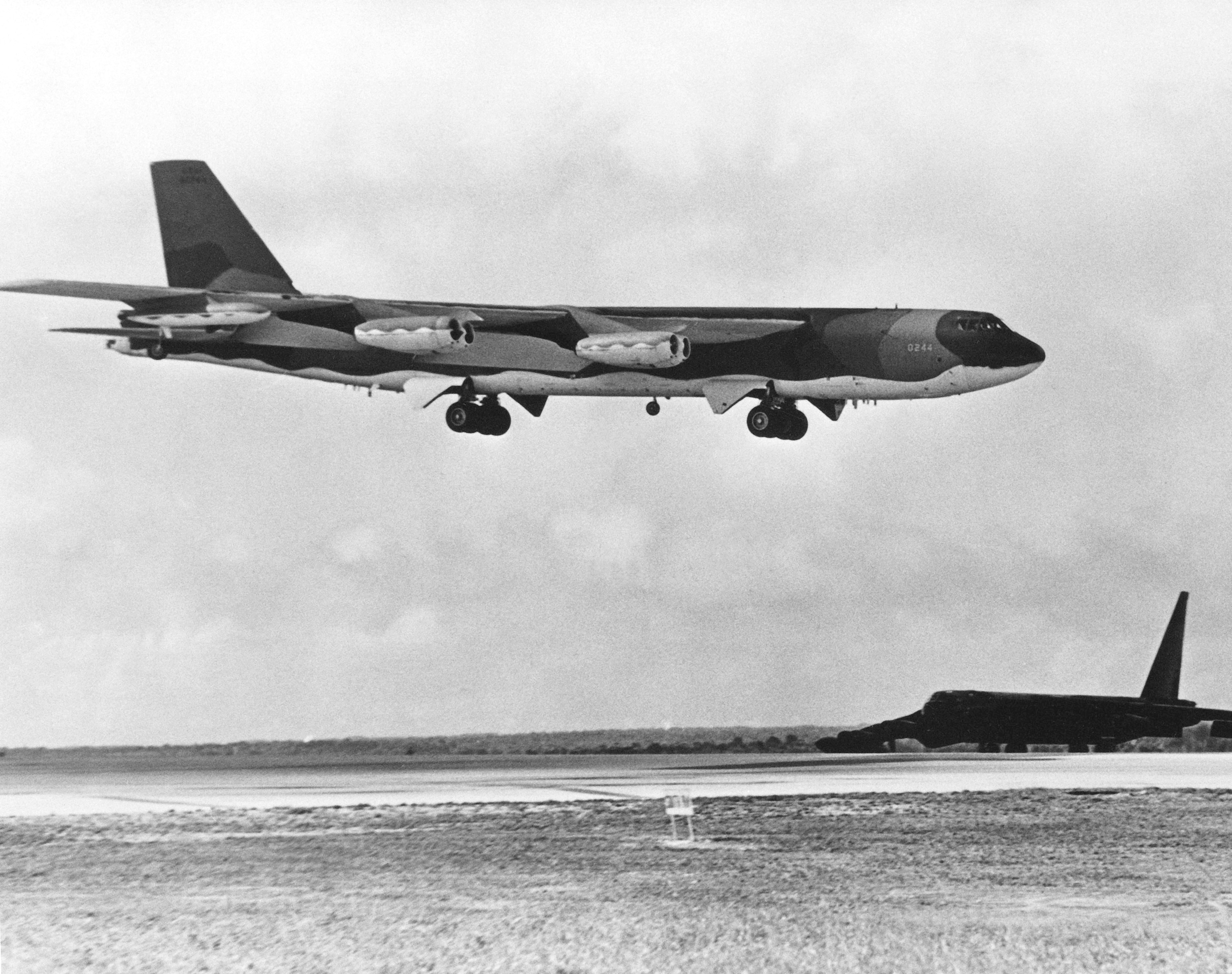
Um B-52G pousando na Base de Andersen depois de uma missão em 15 de dezembro de 1972.

A Operação Linebacker II foi o nome dado a uma campanha de bombardeios feito pela Sétima Força Aérea e pela Força Tarefa 77 da Marinha dos Estados Unidos conduzido contra a República Democrática do Vietnã (Vietnã do Norte) durante a Guerra do Vietnã. A operação começou em 18 de dezembro de 1972 e foi até o dia 29 do mesmo mês, e recebeu vários apelidos como "The December Raids" ("Os Ataques de Dezembro") e "The Christmas Bombings" ("O Bombardeio de Natal"). Esta foi uma das maiores campanhas aéreas lançadas pela pela Força Aérea dos Estados Unidos desde o fim da Segunda Guerra Mundial. Linebacker II foi uma continuação dos bombardeios conduzidos durante a primeira Operação Linebacker que durou de maio até outubro de 1972, com o ênfase nos ataques mais frequêntes dos bombardeiros B-52 Stratofortress em detrimento do uso de aviões menores. Cerca de 1 600 civis teriam morrido nas investidas contra Hanói e Haiphong. Esta operação foi criticada pelas nações comunistas lideradas pela União Soviética e pela China, que diziam que os Estados Unidos bombardeavam sem fazer distinção entre alvos civis e militares. Os ataques também foram criticados por nações Ocidentais devido aos altos custos em vidas humanas e pela enorme quantidade de civis vietnamitas que morreram durante os bombardeios. Em termos militares, as bombas destruíram ou danificaram boa parte da infra-estrutura do Norte, mas falhou em seus objetivos de mudar os rumos da guerra em favor dos americanos. Porém acabou forçando os norte-vietnamitas a retornar à mesa de negociações.